# Meitō-ku (Nagoya)
Meitō (名東区 Meitō-ku?) es un barrio de la ciudad de Nagoya, en la prefectura de Aichi, Japón. En octubre de 2019 tenía una población estimada de 165.287 habitantes y una densidad de población de 8.498 personas por km². Su área total es de 19,45 km².

## Demografía
Según los datos del censo japonés, esta es la población de Meitō en los últimos años.
| 1995    | 2000    | 2005    | 2010    | 2015    |
| ------- | ------- | ------- | ------- | ------- |
| 151.763 | 153.103 | 157.125 | 161.012 | 164.080 |